# Walter Siara
Walter Siara (* 8. April 1899 in Ratibor; † 18. Juni 1959) war ein hessischer Politiker (CDU) und ehemaliger Abgeordneter des Hessischen Landtags.

## Ausbildung und Beruf
Walter Siara machte nach dem Besuch der Volksschule und der gewerblichen Fortbildungsschule eine Lehre als Maschinenschlosser und Vorzeichner. Im Ersten Weltkrieg leistete er Kriegsdienst. Seit 1920 war er hauptamtlich im Christlichen Metallarbeiterverband, zunächst in Kattowitz, dann in Hindenburg tätig und nahm zahlreiche Ehrenämter in sozialpolitischen Ausschüssen wahr. Mit der „Machtergreifung“ der Nationalsozialisten konnte er seine gewerkschaftliche Arbeit nicht fortsetzen und war 1934 bis 1939 Handelsvertreter, seit 1939 kaufmännischer Angestellter und später Abteilungsleiter.

## Politik
Walter Siara war in Hindenburg seit 1927 Stadtverordneter und dort von 1929 bis 1933 Stadtverordnetenvorsteher. 1933 wurde er aller Ämter enthoben. Vom 24. Februar 1948 bis zum 7. September 1949 war er Mitglied des Wirtschaftsrates des Vereinigten Wirtschaftsgebietes, vom 1. Dezember 1946 (als Nachrücker für August-Martin Euler) bis zum 12. Februar 1948 des Hessischen Landtags.